# Temporada da IndyCar Series de 2012
A temporada da IZOD IndyCar Series de 2012 foi a décima-sétima temporada da categoria. Teve como campeão o norte-americano Ryan Hunter-Reay, da Andretti Autosport.

## O Projeto ICONIC
A temporada de 2012 da IndyCar Series terá a implementação de um novo plano denominado ICONIC (Innovative, Competitive, Open-Wheel, New, Industry-Relevant, Cost-Effective), uma grande mudança recente para a história do esporte. O atual chassi (utilizado entre 2003 e 2011, um modelo de 2003 Dallara IR5, motores aspirados V-8 engines (requeridos desde a temporada de 1997) serão retirados definitivamente da categoria.
O comitê ICONIC será composto por especialistas técnicos e executivos oriundos da área do esporte a motor : Randy Bernard, General William R. Looney III, Brian Barnhart, Gil de Ferran, Tony Purnell, Eddie Gossage, Neil Ressler, Tony Cotman and Rick Long.
A IndyCar recebeu as propostas das construtoras BAT Engineering, Dallara, DeltaWing Racing Cars, Lola e Swift para os novos chassis. Em 14 de Julho de 2010, no Indianapolis Motor Speedway, foi decidido que a Dallara será a construtora dos novos chassis.

### Novos chassis

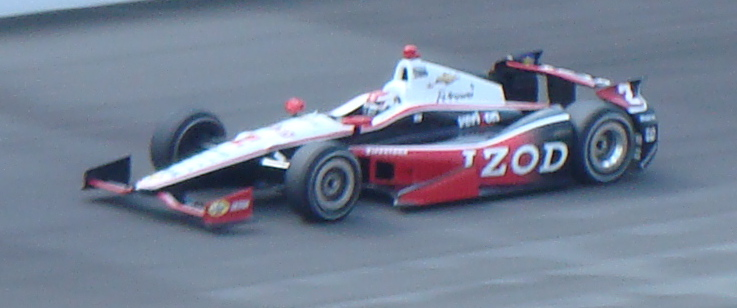
Modelo do comitê ICONIC Project.

Sob os novos regulamentos do ICONIC, todas as equipes competirão com um núcleo móvel de chassi, denominado como "IndyCar Safety Cell", desenvolvidos pela construtora Dallara. As equipes terão em seguida equipamentos que serão separados do chassi, denominados "Kit Aerodinâmicos" , que consistem de asas frontais e traseiras, sidepods (que seriam entradas de ar, localizadas nas laterais dos carros), e capota do motor. O desenvolvimento dos kits aerodinâmicos estão abertos para qualquer fabricante , com todos os "pacotes" que serão disponibilizados a todas as equipes por um preço máximo.Tony Purnell, membro do comitê ICONIC deu um convite aberto para fabricantes de carros e companhias tais como Lockheed Martin e General Electric para desenvolver os kits.
O "IndyCar Safety cell" será limitado ao preço de $349,000 dólares e será montado na nova sede da Dallara na cidade de Speedway, Indiana. Os Aero Kits serão limitados ao preço de $70,000 dólares. As equipes terão a opção de comprar o kit completo (Dallara "safety cell"/aero kits) com um desconto oferecido pela Dallara.

### Motores
Os motores serão 2.4 litros V-6 (6 cilindros) produzindo entre 550 à 700 CV (Cavalo-Vapor/Horse-Power) e serão alimentados pelo combústivel flexível E85 (85% de ethanol).
A IndyCar permitirá a sistemas híbridos, como o Sistema de Regeneração de Energia Cinética chamado de KERS (do inglês Kinetic Energy Recovery System) semelhantes aos da Fórmula 1 e outras melhorias para os motores. O recurso "push to pass", vai permitir um ganho de potência de 100 HP (Horse-Power), em oposição ao atual "auxílio de ultrapassagem" que só fornece 20 HP.

### Fornecedores
A lista inicial de potenciais fornecedores eram Ford, Cosworth e Mazda. A Honda tornou-se o primeiro fornecedor a comprometer-se a fornecer motores para 2012 e além deste ano. Sua proposta é de um Twin turbo V6 a ser desenvolvido pela Honda Performance Development. Em 9 de Agosto de 2010, a Cosworth anunciou seu interesse de fornecer um motor Motor de quatro cilindros em linha. Em 12 de novembro de 2010, a Chevrolet confirmou sua participação como fornecedora de motores para 2012 com um Twin turbo V6. A estação de força será construída em um esforço conjunto com a Ilmor e será introduzida uma parceria com a Penske Racing. A Chevrolet também fornecerá kits aerodinâmicos.
O terceiro forncedor de motores foi anunciado em 18 de novembro de 2010 e será a tradicional Lotus Cars, que também construirá um pacote de kits aerodinâmicos. Os novos kits serão fornecidos a partir da temporada de 2013.
- Fornecedores de motores confirmados
- Chevrolet
- Honda
- Lotus

## Calendário
O calendário oficial foi divulgado no dia 22 de dezembro de 2011. No dia 10 de fevereiro de 2012 foi confirmada a corrida em Milwaukee.
| Prova | Nome da corrida                         | Circuito                     | Local                    | Data           | Horário (ET) |
| ----- | --------------------------------------- | ---------------------------- | ------------------------ | -------------- | ------------ |
| 1     | Honda Grand Prix of St. Petersburg      | Ruas de São Petersburgo      | São Petersburgo, Flórida | 25 de março    | 12:30        |
| 2     | Honda Indy Grand Prix of Alabama        | Barber Motorsports Park      | Birmingham, Alabama      | 1 de abril     | 14:00        |
| 3     | Toyota Grand Prix of Long Beach         | Ruas de Long Beach           | Long Beach, Califórnia   | 15 de abril    | 15:30        |
| 4     | São Paulo Indy 300                      | Circuito Anhembi             | São Paulo, Brasil        | 29 de abril    | 12:00        |
| 5     | 95th Indianapolis 500                   | Indianapolis Motor Speedway  | Speedway, Indiana        | 27 de maio     | 11:00        |
| 6     | Chevrolet Detroit Belle Isle Grand Prix | Belle Isle Park              | Detroit, Michigan        | 3 de junho     | 15:30        |
| 7     | Firestone Twin 275s                     | Texas Motor Speedway         | Fort Worth, Texas        | 9 de junho     | 20:00        |
| 8     | Milwaukee IndyFest                      | Milwaukee Mile               | West Allis, Wisconsin    | 16 de junho    | 13:00        |
| 9     | Iowa Corn Indy 250                      | Iowa Speedway                | Newton, Iowa             | 23 de junho    | 20:00        |
| 10    | Honda Indy Toronto                      | Ruas de Toronto              | Toronto, Ontário         | 8 de julho     | 12:30        |
| 11    | Edmonton Indy                           | Edmonton City Centre Airport | Edmonton, Alberta        | 22 de julho    | 14:00        |
| 12    | Honda Indy 200 at Mid-Ohio              | Mid-Ohio Sports Car Course   | Lexington, Ohio          | 5 de agosto    | 12:30        |
| 13    | Indy Grand Prix of Sonoma               | Infineon Raceway             | Sonoma, Califórnia       | 26 de agosto   | 16:00        |
| 14    | Baltimore Grand Prix                    | Ruas de Baltimore            | Baltimore, Maryland      | 2 de setembro  | 14:00        |
| 15    | California Indy 500                     | Auto Club Speedway           | Fontana, Califórnia      | 15 de setembro | 20:00        |

- Circuitos ovais
- Circuitos de rua temporários
- Circuitos mistos permanentes

Notas
- A Indy Qingdao 600 foi cancelada pelos promotores da etapa no dia 13 de junho de 2012, a prova ocorreria no dia 19 de agosto em um circuito de rua na cidade de Qingdao.[17]

## Pilotos e Equipes
| Equipe                         | Chassis | Motor           | Pneu | Nº | Pilotos             | Corridas         |
| ------------------------------ | ------- | --------------- | ---- | -- | ------------------- | ---------------- |
| A. J. Foyt Enterprises         | Dallara | Honda           | F    | 14 | Mike Conway         | 1-14             |
| A. J. Foyt Enterprises         | Dallara | Honda           | F    | 14 | Wade Cunningham (R) | 15               |
| A. J. Foyt Enterprises         | Dallara | Honda           | F    | 41 | Wade Cunningham (R) | 5                |
| Andretti Autosport             | Dallara | Chevrolet       | F    | 17 | Sebastián Saavedra  | 5, 13, 15        |
| Andretti Autosport             | Dallara | Chevrolet       | F    | 25 | Ana Beatriz         | 4-5              |
| Andretti Autosport             | Dallara | Chevrolet       | F    | 26 | Marco Andretti      | Todas            |
| Andretti Autosport             | Dallara | Chevrolet       | F    | 27 | James Hinchcliffe   | Todas            |
| Andretti Autosport             | Dallara | Chevrolet       | F    | 28 | Ryan Hunter-Reay    | Todas            |
| Chip Ganassi Racing            | Dallara | Honda           | F    | 9  | Scott Dixon         | Todas            |
| Chip Ganassi Racing            | Dallara | Honda           | F    | 10 | Dario Franchitti    | Todas            |
| Chip Ganassi Racing            | Dallara | Honda           | F    | 50 | Dario Franchitti    | Todas            |
| Chip Ganassi Racing            | Dallara | Honda           | F    | 38 | Graham Rahal        | Todas            |
| Chip Ganassi Racing            | Dallara | Honda           | F    | 83 | Charlie Kimball     | 1-11, 13-15      |
| Chip Ganassi Racing            | Dallara | Honda           | F    | 83 | Giorgio Pantano (R) | 12               |
| Dale Coyne Racing              | Dallara | Honda           | F    | 18 | James Jakes         | Todas            |
| Dale Coyne Racing              | Dallara | Honda           | F    | 19 | Justin Wilson       | Todas            |
| Dragon Racing                  | Dallara | Lotus Chevrolet | F    | 6  | Katherine Legge (R) | 1-5, 7-9, 13, 15 |
| Dragon Racing                  | Dallara | Lotus Chevrolet | F    | 7  | Sébastien Bourdais  | 1-6, 10-14       |
| Dreyer & Reinbold Racing       | Dallara | Lotus Chevrolet | F    | 22 | Oriol Servià        | Todas            |
| Ed Carpenter Racing            | Dallara | Chevrolet       | F    | 20 | Ed Carpenter        | Todas            |
| KV Racing Technology           | Dallara | Chevrolet       | F    | 5  | E. J. Viso          | Todas            |
| KV Racing Technology           | Dallara | Chevrolet       | F    | 8  | Rubens Barrichello  | Todas            |
| KV Racing Technology           | Dallara | Chevrolet       | F    | 11 | Tony Kanaan         | Todas            |
| Lotus-HVM Racing               | Dallara | Lotus           | F    | 78 | Simona de Silvestro | Todas            |
| Lotus-Fan Force United         | Dallara | Lotus           | F    | 64 | Jean Alesi (R)      | 5                |
| Panther Racing                 | Dallara | Chevrolet       | F    | 4  | J. R. Hildebrand    | Todas            |
| Rahal Letterman Lanigan Racing | Dallara | Honda           | F    | 15 | Takuma Sato         | Todas            |
| Rahal Letterman Lanigan Racing | Dallara | Honda           | F    | 30 | Michel Jourdain Jr. | 5                |
| Schmidt–Hamilton Motorsports   | Dallara | Honda           | F    | 77 | Simon Pagenaud (R)  | Todas            |
| Sarah Fisher Hartman Racing    | Dallara | Honda           | F    | 39 | Bryan Clauson (R)   | 5                |
| Sarah Fisher Hartman Racing    | Dallara | Honda           | F    | 67 | Josef Newgarden (R) | 1-13, 15         |
| Sarah Fisher Hartman Racing    | Dallara | Honda           | F    | 67 | Bruno Junqueira     | 14               |
| Team Barracuda - BHA           | Dallara | Lotus Honda     | F    | 98 | Alex Tagliani       | 1-3, 5-15        |
| Team Penske                    | Dallara | Chevrolet       | F    | 2  | Ryan Briscoe        | Todas            |
| Team Penske                    | Dallara | Chevrolet       | F    | 3  | Hélio Castroneves   | Todas            |
| Team Penske                    | Dallara | Chevrolet       | F    | 12 | Will Power          | Todas            |

| #   | Corrida         |
| --- | --------------- |
| 1   | São Petersburgo |
| 2   | Alabama         |
| 3   | Long Beach      |
| 4   | São Paulo       |
| 5   | Indianápolis    |
| 6   | Michigan        |
| 7   | Texas           |
| 8   | Milwaukee       |
| 9   | Iowa            |
| 10  | Toronto         |
| 11  | Edmonton        |
| 12  | Mid-Ohio        |
| 13  | Sonoma          |
| 14  | Baltimore       |
| 15  | Fontana         |
|     |                 |
| (R) | Rookie          |

## Resultados
| #  | Grande Prêmio   | Pole Position     | Líder por mais voltas | Volta mais rápida | Vencedor          | Equipe              | Fabricante vencedor | Descrição |
| -- | --------------- | ----------------- | --------------------- | ----------------- | ----------------- | ------------------- | ------------------- | --------- |
| 1  | São Petersburgo | Will Power        | Scott Dixon           | Will Power        | Helio Castroneves | Team Penske         | Chevrolet           | Descrição |
| 2  | Alabama         | Helio Castroneves | Scott Dixon           | Will Power        | Will Power        | Team Penske         | Chevrolet           | Descrição |
| 3  | Long Beach      | Ryan Briscoe*     | Simon Pagenaud        | Tony Kanaan       | Will Power        | Team Penske         | Chevrolet           | Descrição |
| 4  | São Paulo       | Will Power        | Will Power            | Josef Newgarden   | Will Power        | Team Penske         | Chevrolet           | Descrição |
| 5  | Indianapolis    | Ryan Briscoe      | Marco Andretti        | Marco Andretti    | Dario Franchitti  | Chip Ganassi Racing | Honda               | Descrição |
| 6  | Detroit         | Scott Dixon       | Scott Dixon           | Justin Wilson     | Scott Dixon       | Chip Ganassi Racing | Honda               | Descrição |
| 7  | Texas           | Alex Tagliani     | Ryan Briscoe          | Scott Dixon       | Justin Wilson     | Dale Coyne Racing   | Honda               | Descrição |
| 8  | Milwaukee       | Dario Franchitti  | Ryan Hunter-Reay      | Ryan Hunter-Reay  | Ryan Hunter-Reay  | Andretti Autosport  | Chevrolet           | Descrição |
| 9  | Iowa            | Dario Franchitti  | Hélio Castroneves     | Ed Carpenter      | Ryan Hunter-Reay  | Andretti Autosport  | Chevrolet           | Descrição |
| 10 | Toronto         | Dario Franchitti  | Ryan Hunter-Reay      | Josef Newgarden   | Ryan Hunter-Reay  | Andretti Autosport  | Chevrolet           | Descrição |
| 11 | Edmonton        | Ryan Hunter-Reay* | Alex Tagliani         | Josef Newgarden   | Hélio Castroneves | Team Penske         | Chevrolet           | Descrição |
| 12 | Mid-Ohio        | Will Power        | Will Power            | Oriol Servià      | Scott Dixon       | Chip Ganassi Racing | Honda               | Descrição |
| 13 | Sonoma          | Will Power        | Will Power            | Ryan Hunter-Reay  | Ryan Briscoe      | Team Penske         | Chevrolet           | Descrição |
| 14 | Baltimore       | Will Power        | Will Power            | Will Power        | Ryan Hunter-Reay  | Andretti Autosport  | Chevrolet           | Descrição |
| 15 | Fontana         | Marco Andretti    | Dario Franchitti      | Ed Carpenter      | Ed Carpenter      | Ed Carpenter Racing | Chevrolet           | Descrição |

- Ryan Briscoe fez a pole no GP de Long Beach, foi punido após trocar o motor e caiu para a 11ª posição no grid. Dario Franchitti herdou a pole, mas o ponto da pole-position permaneceu com o australiano.
- Ryan Hunter-Reay fez a pole no GP de Edmonton, mas foi punido (também havia trocado o motor de seu carro) e caiu para a 11ª posição. Assim como ocorrera em Long Beach, Dario Franchitti herdou a primeira posição, mas o ponto da pole-position continuou com Hunter-Reay.

## Pontuação

### Pilotos

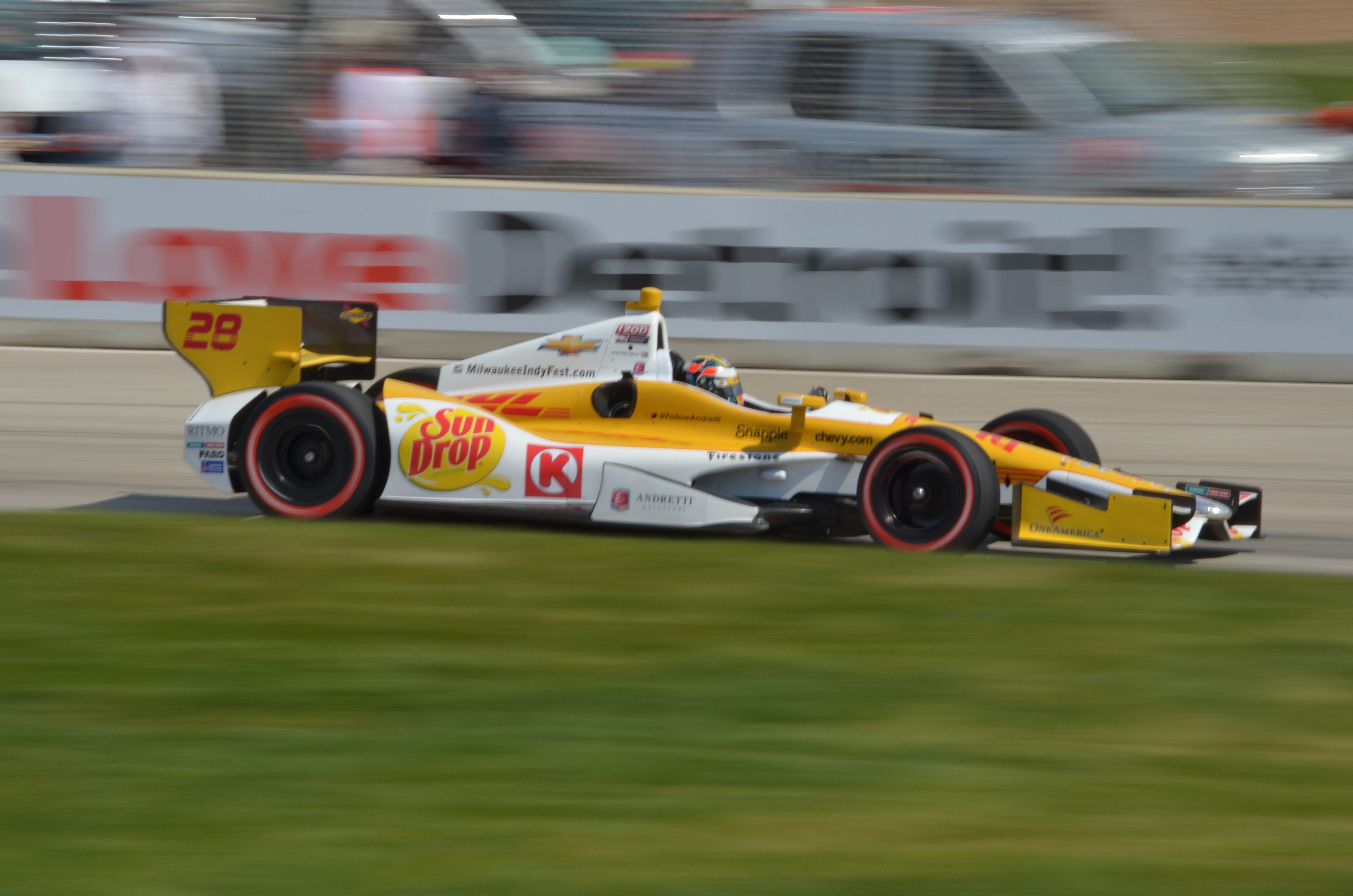
O campeão de 2012 Ryan Hunter-Reay no Grande Prêmio de Detroit..

| 1   | Ryan Hunter-Reay    | 3   | 12  | 6   | 2   | 3    | 27   | 7   | 21  | 1   | 1   | 1   | 7   | 24  | 18  | 1   | 4   | 468 |
| 2   | Will Power          | 7   | 1   | 1   | 1   | 5    | 28   | 4   | 8   | 12  | 23  | 15  | 3   | 2   | 2   | 6   | 24  | 465 |
| 3   | Scott Dixon         | 2   | 2   | 23  | 17  | 15   | 2    | 1   | 18  | 11  | 4   | 25  | 10  | 1   | 13  | 4   | 3   | 435 |
| 4   | Hélio Castroneves   | 1   | 3   | 13  | 4   | 6    | 10   | 17  | 7   | 6   | 6   | 6   | 1   | 16  | 6   | 10  | 5   | 431 |
| 5   | Simon Pagenaud      | 6   | 5   | 2   | 12  | 23   | 16   | 3   | 6   | 13  | 5   | 12  | 20  | 3   | 7   | 3   | 15  | 387 |
| 6   | Ryan Briscoe        | 5   | 14  | 7   | 25  | 1    | 5    | 16  | 3   | 14  | 18  | 19  | 8   | 7   | 1   | 2   | 17  | 370 |
| 7   | Dario Franchitti    | 13  | 10  | 15  | 5   | 16   | 1    | 2   | 14  | 19  | 25  | 17  | 6   | 17  | 3   | 13  | 2   | 363 |
| 8   | James Hinchcliffe   | 4   | 6   | 3   | 6   | 2    | 6    | 21  | 4   | 3   | 17  | 22  | 12  | 5   | 26  | 15  | 13  | 358 |
| 9   | Tony Kanaan         | 25  | 21  | 4   | 13  | 8    | 3    | 6   | 11  | 2   | 3   | 4   | 18  | 6   | 10  | 20  | 18  | 351 |
| 10  | Graham Rahal        | 12  | 4   | 24  | 16  | 12   | 13   | 19  | 2   | 9   | 9   | 23  | 4   | 11  | 5   | 11  | 6   | 333 |
| 11  | J. R. Hildebrand    | 19  | 15  | 5   | 7   | 18   | 14   | 14  | 5   | 22  | 22  | 7   | 21  | 9   | 8   | 12  | 11  | 294 |
| 12  | Rubens Barrichello  | 17  | 8   | 9   | 10  | 10   | 11   | 25  | NL  | 10  | 7   | 11  | 13  | 15  | 4   | 5   | 22  | 289 |
| 13  | Oriol Servià        | 16  | 13  | 16  | 11  | 27   | 4    | 5   | 20  | 4   | 21  | 5   | 24  | 25  | 19  | 7   | 19  | 287 |
| 14  | Takuma Sato         | 22  | 24  | 8   | 3   | 19   | 17   | 20  | 22  | 20  | 12  | 9   | 2   | 13  | 27  | 21  | 7   | 281 |
| 15  | Justin Wilson       | 10  | 19  | 10  | 22  | 21   | 7    | 22  | 1   | 23  | 10  | 21  | 9   | 18  | 11  | 17  | 23  | 278 |
| 16  | Marco Andretti      | 14  | 11  | 25  | 14  | 4    | 24   | 11  | 17  | 15  | 2   | 16  | 14  | 8   | 25  | 14  | 8   | 278 |
| 17  | Alex Tagliani       | 15  | 26  | 21  |     | 11   | 12   | 10  | 9   | 7   | 16  | 10  | 5   | 10  | 9   | 8   | 20  | 272 |
| 18  | Ed Carpenter        | 18  | 22  | 14  | 21  | 28   | 21   | 12  | 12  | 8   | 8   | 18  | 22  | 22  | 20  | 25  | 1   | 261 |
| 19  | Charlie Kimball     | 9   | 25  | 18  | 8   | 14   | 8    | 8   | 23  | 17  | 11  | 2   | 19  |     | 21  | 18  | 10  | 260 |
| 20  | E. J. Viso          | 8   | 18  | 12  | 9   | 9    | 18   | 18  | 19  | 5   | 24  | 20  | 16  | 20  | 16  | 9   | 25  | 244 |
| 21  | Mike Conway         | 20  | 7   | 22  | 19  | 29   | 29   | 9   | 16  | 16  | 20  | 3   | 11  | 21  | 14  | 16  |     | 233 |
| 22  | James Jakes         | 26  | 16  | 11  | 15  | 17   | 15   | 23  | 10  | 21  | 13  | 8   | 25  | 19  | 12  | 24  | 12  | 232 |
| 23  | Josef Newgarden     | 11  | 17  | 26  | 23  | 7    | 25   | 15  | 13  | 25  | 19  | 13  | 17  | 12  | 23  |     | 16  | 200 |
| 24  | Simona de Silvestro | 24  | 20  | 20  | 24  | 32   | 32   | 13  | NL  | 24  | 14  | 24  | 23  | 23  | 17  | 22  | 26  | 182 |
| 25  | Sébastien Bourdais  | 21  | 9   | 17  | 18  | 25   | 20   | 24  |     |     |     | 14  | 15  | 4   | 22  | 23  |     | 173 |
| 26  | Katherine Legge     | 23  | 23  | 19  | 26  | 30   | 22   |     | 15  | 18  | 15  |     |     |     | 24  |     | 9   | 137 |
| 27  | Sebastián Saavedra  |     |     |     |     | 24   | 26   |     |     |     |     |     |     |     | 15  |     | 21  | 41  |
| 28  | Wade Cunningham     |     |     |     |     | 26   | 31   |     |     |     |     |     |     |     |     |     | 14  | 29  |
| 29  | Ana Beatriz         |     |     |     | 20  | 13   | 23   |     |     |     |     |     |     |     |     |     |     | 28  |
| 30  | Townsend Bell       |     |     |     |     | 20   | 9    |     |     |     |     |     |     |     |     |     |     | 26  |
| 31  | Giorgio Pantano     |     |     |     |     |      |      |     |     |     |     |     |     | 14  |     |     |     | 16  |
| 32  | Michel Jourdain Jr. |     |     |     |     | 22   | 19   |     |     |     |     |     |     |     |     |     |     | 16  |
| 33  | Bryan Clauson       |     |     |     |     | 31   | 30   |     |     |     |     |     |     |     |     |     |     | 13  |
| 34  | Jean Alesi          |     |     |     |     | 33   | 33   |     |     |     |     |     |     |     |     |     |     | 13  |
| 35  | Bruno Junqueira     |     |     |     |     |      |      |     |     |     |     |     |     |     |     | 19  |     | 12  |
| Pos | Piloto              | STP | ALA | LBH | SAO | INDY | INDY | DET | TEX | MIL | IOW | TOR | EDM | MDO | SNM | BAL | FON | Pts |
| Pos | Piloto              | STP | ALA | LBH | SAO | INDY |      | DET | TEX | MIL | IOW | TOR | EDM | MDO | SNM | BAL | FON | Pts |

| Cor           | Resultado             |
| ------------- | --------------------- |
| Ouro          | Vencedor              |
| Prata         | 2º lugar              |
| Bronze        | 3º lugar              |
| Verde         | 4º ao 5º lugar        |
| Azul          | 6º ao 10º lugar       |
| Roxo          | 11º lugar em diante   |
| Púrpura       | Não terminou          |
| Vermelho      | Não classificado (NQ) |
| Preto         | Desclassificado (DSQ) |
| Branco        | Não começou (NL)      |
| Marrom        | Substituído (S)       |
| Azul claro    | Apenas treino (AT)    |
| Sem cor       | Não participou        |
| Sem cor       | Lesionado (LES)       |
| Sem cor       | Excluído (EX)         |
|               |                       |
| Negrito       | Pole-position         |
| Itálico       | Líder por mais voltas |
| Rookie do ano |                       |
| Rookie        |                       |

| Pos                       | 1  | 2  | 3  | 4  | 5  | 6  | 7  | 8  | 9  | 10 | 11 | 12 | 13 | 14 | 15 | 16 | 17 | 18 | 19 | 20 | 21 | 22 | 23 | 24 | 25 | 26 | 27 | 28 | 29 | 30 | 31 | 32 | 33 |
| ------------------------- | -- | -- | -- | -- | -- | -- | -- | -- | -- | -- | -- | -- | -- | -- | -- | -- | -- | -- | -- | -- | -- | -- | -- | -- | -- | -- | -- | -- | -- | -- | -- | -- | -- |
| Corrida                   | 50 | 40 | 35 | 32 | 30 | 28 | 26 | 24 | 22 | 20 | 19 | 18 | 17 | 16 | 15 | 14 | 13 | 12 | 12 | 12 | 12 | 12 | 12 | 12 | 10 | 10 | 10 | 10 | 10 | 10 | 10 | 10 | 10 |
| Qualificação Indianápolis | 15 | 13 | 12 | 11 | 10 | 9  | 8  | 7  | 6  | 4  | 4  | 4  | 4  | 4  | 4  | 4  | 4  | 4  | 4  | 4  | 4  | 4  | 4  | 4  | 3  | 3  | 3  | 3  | 3  | 3  | 3  | 3  | 3  |

### Construtores
| Pos | Construtor | STP | ALA | LBH | SAO | INDY | DET | TEX | MIL | IOW | TOR | EDM | MDO | SNM | BAL | FON | Pts |
| --- | ---------- | --- | --- | --- | --- | ---- | --- | --- | --- | --- | --- | --- | --- | --- | --- | --- | --- |
| 1   | Chevrolet  | 1   | 1   | 1   | 1   | 3    | 4   | 3   | 1   | 1   | 1   | 1   | 2   | 1   | 1   | 1   | 123 |
| 2   | Honda      | 2   | 2   | 2   | 3   | 1    | 1   | 1   | 7   | 4   | 2   | 2   | 1   | 3   | 3   | 2   | 102 |
| 3   | Lotus      | 15  | 9   | 16  | 11  | 32   | 13  | NL  | 24  | 14  | 24  | 23  | 23  | 17  | 22  | 26  | 60  |
| Pos | Construtor | STP | ALA | LBH | SAO | INDY | DET | TEX | MIL | IOW | TOR | EDM | MDO | SNM | BAL | FON | Pts |

| Cor    | Resultado | Pontos |
| ------ | --------- | ------ |
| Ouro   | 1º Lugar  | 9      |
| Prata  | 2º Lugar  | 6      |
| Bronze | 3º Lugar  | 4      |

- No campeonato de construtores, os pontos são dados pela melhor colocação do construtor em cada etapa.